# Butmir
Butmir är en ort i närheten av Sarajevo.
Butmir är fyndplatsen för en berömd boplats tillhörande den bandkeramiska kulturen.